# Jeroen Delmee
Jeroen Petrus Maria Delmee (Boxtel, 8 de março de 1973) é um jogador de hóquei sobre a grama neerlandês que já atuou pela seleção de seu país.

## Carreira

### Olimpíadas de 2004
Jeroen Delmee competiu nas Olimpíadas de Atenas de 2004, na qual conquistou uma medalha de prata. Sua seleção qualificou-se para as semifinais após terminar a fase inicial do torneio olímpico em primeiro lugar do grupo B. Na semifinal os neerlandeses venceram a Alemanha por 3 a 2. Mas na partida decisiva da competição, Jeroen Delmee e seus companheiros de equipe foram derrotados pelos australianos por 2 a 1, ficando assim com a prata.